# Federico Varela
Federico Nicolás Varela (Buenos Aires, 18 aprile 1997) è un calciatore argentino, centrocampista del Floriana.

## Carriera
Cresciuto nel settore giovanile del Celta Vigo, inizia la carriera professionistica nel 2014 con lo Stade Nyonnais. Nella stagione successiva passa al Porto B, con cui resta fino al gennaio 2018, in cui viene ceduto in prestito alla Portimonense. Il 30 luglio seguente si trasferisce, sempre a titolo temporaneo, al Rayo Majadahonda; dopo la retrocessione del club, il 4 luglio 2019 viene acquistato dal Leganés, con cui firma un triennale.

## Statistiche

### Presenze e reti nei club
Statistiche aggiornate al 4 luglio 2019.
| Stagione        | Squadra         | Campionato      | Campionato | Campionato | Coppe nazionali | Coppe nazionali | Coppe nazionali | Coppe continentali | Coppe continentali | Coppe continentali | Altre coppe | Altre coppe | Altre coppe | Totale | Totale |
| Stagione        | Squadra         | Comp            | Pres       | Reti       | Comp            | Pres            | Reti            | Comp               | Pres               | Reti               | Comp        | Pres        | Reti        | Pres   | Reti   |
| --------------- | --------------- | --------------- | ---------- | ---------- | --------------- | --------------- | --------------- | ------------------ | ------------------ | ------------------ | ----------- | ----------- | ----------- | ------ | ------ |
| 2014-2015       | Stade Nyonnais  | PL              | 19         | 3          | CS              | 2               | 0               | -                  | -                  | -                  | -           | -           | -           | 21     | 3      |
| 2015-2016       | Porto B         | SL              | 14         | 1          | -               | -               | -               | -                  | -                  | -                  | -           | -           | -           | 14     | 1      |
| 2016-2017       | Porto B         | SL              | 36         | 7          | -               | -               | -               | -                  | -                  | -                  | -           | -           | -           | 36     | 7      |
| 2017-gen. 2018  | Porto B         | SL              | 20         | 8          | -               | -               | -               | -                  | -                  | -                  | -           | -           | -           | 20     | 8      |
| Totale Porto B  | Totale Porto B  | Totale Porto B  | 70         | 16         |                 | -               | -               |                    | -                  | -                  |             | -           | -           | 70     | 16     |
| gen.-giu. 2018  | Portimonense    | PL              | 12         | 0          | TdP+TdL         | -               | -               | -                  | -                  | -                  | -           | -           | -           | 12     | 0      |
| 2018-2019       | Majadahonda     | SD              | 36         | 2          | CR              | 2               | 1               | -                  | -                  | -                  | -           | -           | -           | 38     | 3      |
| Totale carriera | Totale carriera | Totale carriera | 137        | 21         |                 | 4               | 1               |                    | -                  | -                  |             | -           | -           | 141    | 22     |

## Palmarès

### Club

#### Competizioni nazionali
- Coppa di Bulgaria: 1

CSKA Sofia: 2020-2021
- USL Championship: 1

Phoenix Rising: 2023
- Campionato lussemburghese: 1

Differdange 03: 2024-2025
- Coppa del Lussemburgo: 1

Differdange 03: 2024-2025